# کشیشتف پیونتک
کریستوف پیانتک (لهستانی: Krzysztof Piątek; تلفظ لهستانی: [ˈkʂɨʂtɔf ˈpjɔntɛk]؛ زادهٔ ۱ ژوئیهٔ ۱۹۹۵) بازیکن فوتبال اهل لهستان است که برای باشگاه الدحیل بازی می‌کند.
وی همچنین در تیم ملی فوتبال لهستان بازی کرده‌است

## دوران باشگاهی

### میلان
در ۳۰ ژانویه ۲۰۱۹، میلان اعلام کرد که پیونتک را تا تاریخ ۳۰ ژوئن ۲۰۲۳ به خدمت گرفته‌است. مبلغ این انتقال ۳۵ میلیون یورو گزارش شد. او به عنوان جایگزین گونسالو ایگواین که این باشگاه را به مقصد چلسی ترک کرد، جذب شد و شمارهٔ پیراهن ۱۹ به وی داده شد.